# Saint-Martin-d’Ary
Saint-Martin-d’Ary – miejscowość i gmina we Francji, w regionie Nowa Akwitania, w departamencie Charente-Maritime.
Według danych na rok 1990 gminę zamieszkiwały 483 osoby, a gęstość zaludnienia wynosiła 56 osób/km² (wśród 1467 gmin regionu Poitou-Charentes Saint-Martin-d’Ary plasuje się na 565. miejscu pod względem liczby ludności, natomiast pod względem powierzchni na miejscu 905.).